# Cacique Doble
Cacique Doble là một đô thị thuộc bang Rio Grande do Sul, Brasil. Đô thị này có diện tích 203,908 km², dân số năm 2007 là 4824 người, mật độ 23,66 người/km².